# 竹久正記
竹久 正記（たけひさ まさき）は、日本の映像作家。大阪府出身。CM、ミュージック・ビデオ、コンサート映像、モーターショー、タイトルバックなど様々な映像を手がける。

## 作品

### CM
- マイクロソフト
- ホーユー
- ロレアル
- トヨタ自動車
- MMC
- 本田技研工業
- ボブソン
- ヤマハ
- ヤクルト
- 麒麟麦酒
- カシオ計算機
- アンファー
- 日産自動車
- スズキ
- オークリー
- ロクシタン
- mixi
- レクサス
- 東南汽車
- 広州汽車
- NTTドコモ

### Music Video
- HALCALI「LOOK」
- w-inds.「ハナムケ」「LOVE IS THE GREATEST THING」「Beautiful Life」
- 山田優「Fly So High」「leave all behind」
- SEAMO「やさしい風」
- 175R「白いクリスマス」
- 嵐「Don't You Get It」「夏疾風 (高校バンドコラボ版)」「Do you?... 」
- Hi-Timez「Break your self」「SUNSHINE」
- HOME MADE 家族「少年ハート」
- エイジアエンジニア「 一人のメリークリスマス 」
- 柴田淳「カラフル」
- AKB48「僕の太陽」
- breakthrough「A song feat PES&SU from RIP SLYME」
- RAM RIDER「Sweet Dance」「ユメデアエルヨ」「ベッドルームディスコ」「HELLO」「きみがすき」
- Natural Radio Station「フレンドシップ」
- 宮脇詩音「BOY」
- 美勇伝「じゃじゃ馬パラダイス」
- MINMI「シャナナ☆」
- CLIFF EDGE「LIV~大切なあなたへ」
- twenty4-7「 I cry」
- Remark Spirits「Right now」
- ミズノマリ「恋をする」
- SWEET BLACK feat. MAKI GOTO「Lady- Rise」
- paris match「Passion8 Groocw」
- DOMINO「DON'T STOP DA MUSIC!!!」
- モーニング娘。」「3,2,1 BREAKIN'OUT!!!」「この地球の平和を本気で願ってるんだよ!」「彼と一緒にお店がしたい」「ピョコピョコ ウルトラ」]]
- Berryz工房「ヒロインになろうか!」「愛の弾丸」「Be 元気＜成せば成るっ!＞」
- ℃-ute「君は自転車 私は電車で帰宅」
- Berryz工房×℃-ute「超HAPPY SONG」
- 真野恵里菜「青春のセレナーデ」
- スマイレージ「オトナになるって難しい!!!」「夢見る 15歳」「プリーズ ミニスカ ポストウーマン! 」「チョトマテクダサイ!」「好きよ、純情反抗期。」「ヤッタルチャン」「新しい私になれ!」
- モベキマス「ブスにならない哲学」
- アイドリング!!!「プールサイド大作戦」「チアリングユー!!!」
- 増田貴久「SUPERMAN」
- アフィリア・サーガ「ニーハイ・エゴイスト」「飛行実習」「未来が私を待っている」「禁断無敵のだーりん」「いつか見た虹のその下で」「Lost In The Sky」
- THE ポッシボー「Family〜旅立ちの朝〜」「なんじゃこりゃ?!」「全力バンザーイ! My Glory!」「乙女! Be Ambitious!」「勇気スーパーボール!」
- 後藤真希「EYES」
- alan「Swear」
- moumoon「YAY」
- 鈴木亜美「KISS KISS KISS」
- NEWS「さくらガール」
- 堂本光一「Bad Desire」
- BENI｢crazy girl｣
- 田村ゆかり｢Endless Story｣｢アイ マイ ボーダー｣
- NMB48｢最後のカタルシス｣
- Crystal Kay｢What We Do｣
- 安室奈美恵｢YEAH-OH｣
- つんく♂ ｢To You｣｢しょっぱいね｣
- Sexy Zone ｢Real Sexy｣
- シャ乱Q ｢シングルベッド｣
- Juice=Juice ｢私が言う前に抱きしめなきゃね｣｢五月雨美女がさ乱れる｣｢ロマンスの途中｣｢初めてを経験中｣｢Next is you!｣｢KEEP ON 上昇志向!!｣
- 彩音｢Phenogram｣
- アイドルカレッジ｢あのコが、髪を、切らない理由。｣｢トゥルーエンド プレイヤー｣｢＃常夏女子希望｣
- さんみゅ〜｢初雪のシンフォニー｣
- Hotzmic｢I'm a lady now｣
- どる☆NEO（Doll☆Elements×NEO fromアイドリング!!!）｣ショコラ☆ロマンティック｣
- むすめん。｢Chameleon Color｣｢灼熱!鬼ヶ島DANJI」
- こぶしファクトリー「ラーメン大好き小泉さんの唄」「オラはにんきもの」
- SHINee「Sing Your Song」
- アンジュルム「糸島 Distance」
- KINDAI GIRLS「青春X青春」「Free Your Imagination!」
- Ange☆Reve「stare」
- つばきファクトリー「気高く咲き誇れ!」「青春まん真ん中!」
- 亜咲花「SHINY DAY」

### タイトルバック
- 神の雫
- リアル・クローズ
- 0号室の客
- 赤鼻のセンセイ
- 高校生レストラン
- バーテンダー
- 妖怪人間ベム
- ハングリー!
- 最高の人生の終り方〜エンディングプランナー〜
- ビブリア古書堂の事件手帖
- 雲の階段
- 「弱くても勝てます」 開成高校野球部のセオリー

### モーターショー
- 日産自動車
- マツダ
- アイシン

### コンサート映像
- モーニング娘。
- Berryz工房
- ℃-ute
- アンジュルム
- ハロー!プロジェクト
- BoA
- BENI
- 少女時代
- U-KISS
- Lead
- フェアリーズ
- SHINee